# Laleczka (film 1956)
Laleczka (Baby Doll) – amerykański dramat z 1956 w reżyserii Elii Kazana. Film jest adaptacją jednoaktowej sztuki Tennessee Williamsa 27 Wagons Full of Cotton. Główne role zagrali Karl Malden, Carroll Baker oraz debiutujący na ekranie Eli Wallach.
Film wywołał wiele kontrowersji czego owocem było m.in. wycofanie go z dystrybucji dzięki staraniom katolickiej organizacji Legion Przyzwoitości. Mimo to film spotkał się z dużym uznaniem, otrzymując m.in. cztery nominacje do Oscara.

## Obsada
- Karl Malden – Archie Lee Meighan
- Carroll Baker – Baby Doll Meighan
- Eli Wallach – Silva Vacarro
- Mildred Dunnock – ciotka Rose Comfort
- Lonny Chapman – Rock
- Eades Hogue – szeryf
- Noah Williamson – zastępca
- Rip Torn – dentysta

## Opis fabuły
Archie Lee Meighan, właściciel firmy przetwarzającej bawełnę, mężczyzna w średnim wieku zostaje poślubiony 19-letniej dziewicy Baby Doll. Teraz wyczekuje jej 20. urodzin kiedy to będzie mógł skonsumować związek, zgodnie z umową zawartą niegdyś z jej zmarłym ojcem. Jednak na jego drodze pojawia się rywal, Silva Vacarro.

## Nagrody i nominacje
Oscary za rok 1956
- Najlepsza aktorka pierwszoplanowa – Carroll Baker (nominacja)
- Najlepsza aktorka drugoplanowa – Mildred Dunnock (nominacja)
- Najlepszy scenariusz adaptowany – Tennessee Williams (nominacja)
- Najlepsze zdjęcia (filmy czarno-białe) – Boris Kaufman (nominacja)

Złote Globy 1956
- Najlepszy reżyser – Elia Kazan (wygrana)
- Najlepszy aktor w dramacie – Karl Malden (nominacja)
- Najlepsza aktorka w dramacie – Carroll Baker (nominacja)
- Najlepszy aktor drugoplanowy – Elia Kazan (nominacja)
- Najlepsza aktorka drugoplanowa – Mildred Dunnock (nominacja)

Nagrody BAFTA
- Najbardziej obiecujący debiut filmowy – Eli Wallach (wygrana)
- Najlepszy aktor zagraniczny – Karl Malden (nominacja)
- Najlepsza aktorka zagraniczna – Carroll Baker (nominacja)